# 十川駅 (高知県)
十川駅（とおかわえき）は、高知県高岡郡四万十町十川にある四国旅客鉄道（JR四国）予土線の駅である。駅番号はG32。
夏場は観光客の利用者もあるが、町内の北琴平町・大正にある高校に通う学生が主な利用者である。

## 歴史
- 1974年（昭和49年）3月1日：日本国有鉄道の駅として開設[1]。駅員無配置駅[2]。
- 1987年（昭和62年）4月1日：国鉄分割民営化によりJR四国に承継[1]。

## 駅構造
島式ホーム1面2線時代の片側（下り線）を使用の1面1線を有する地上駅。ホームは四万十川北岸の高台にあり、入口から階段を上るとホーム若井駅寄りに至る。無人駅。
2016年（平成28年）3月26日の改正以後、江川崎・宇和島方面行下り側を使用し棒線化され1面1線化した。

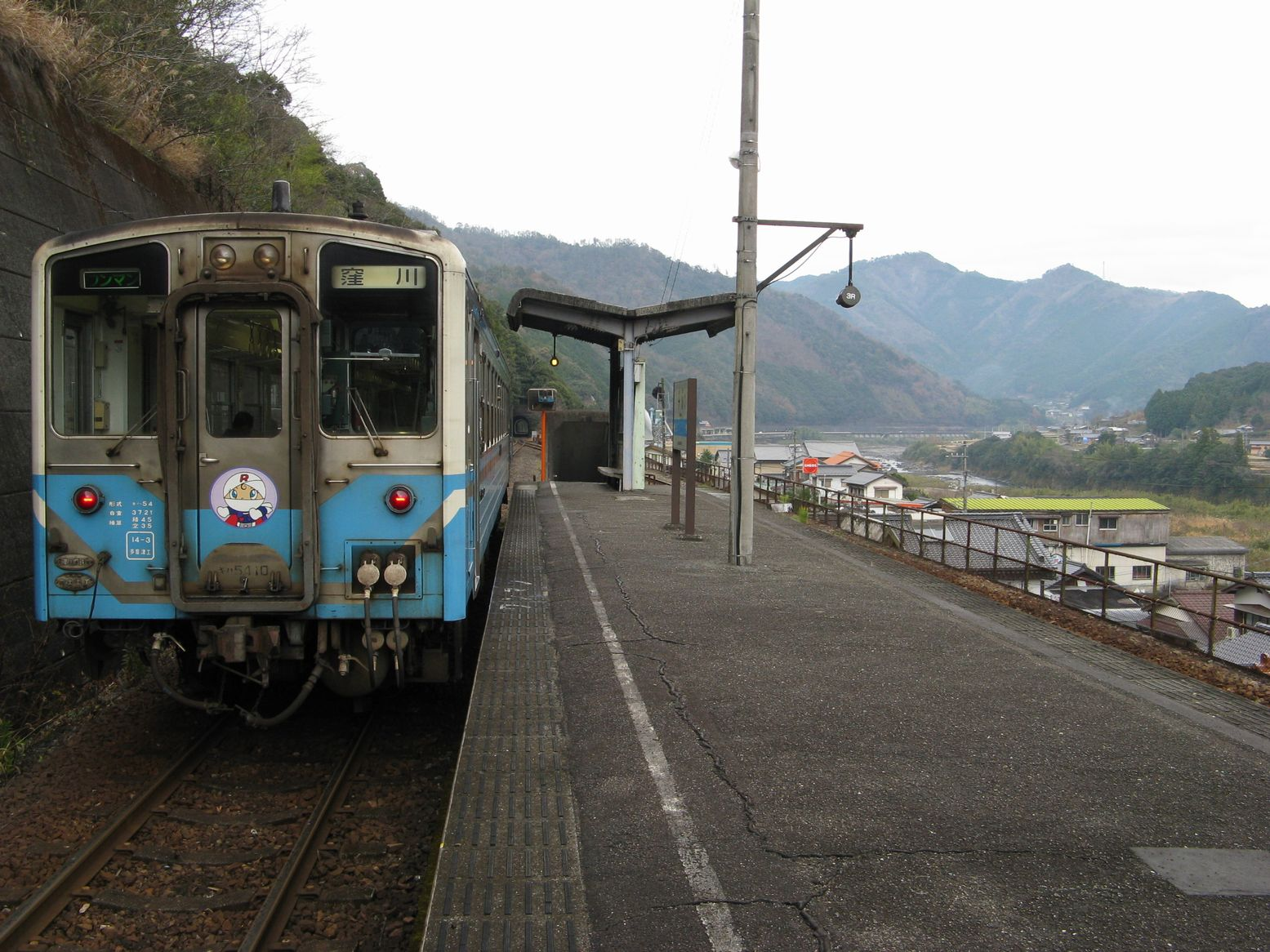
ホーム（2008年12月）

## 利用状況
1日の平均乗降人員は以下の通り。
| 1日乗降人員推移 | 1日乗降人員推移 |
| 年度            | 1日平均人数     |
| --------------- | --------------- |
| 2011年          | 46              |
| 2012年          | 34              |
| 2013年          | 30              |
| 2014年          | 20              |
| 2015年          | 20              |
| 2016年          | 22              |
| 2017年          | 16              |
| 2018年          | 20              |

## 駅周辺
- 四万十町十和支所（旧十和村役場）
- 十川郵便局
- 四万十町立十川小学校
- 四万十町立十川中学校
- 道の駅四万十とおわ
- 夫婦杉
- 十和温泉
- 四万十川
- 国道381号

## バス路線
「十川駅」停留所にて、以下の路線が発着する。
- 四万十交通[6]
  - 道の駅とおわ ※日祝・元日運休

- 四万十町コミュニティバス[7]
  - 戸口・戸川線 ※月曜運転
  - 地吉線 ※火曜運転
  - 北の川・広井線 ※水曜運転
  - 野々川線 ※木曜運転
  - 小野線 ※木曜運転
  - 古城線 ※金曜運転
  - 大道線 ※金曜運転

## 隣の駅
四国旅客鉄道（JR四国）
■予土線
土佐昭和駅 (G31) - 十川駅 (G32) - 半家駅 (G33)